# Bastille (együttes)
A Bastille 2010-ben, Londonban alakult brit indie pop együttes. A Bastille eredetileg Dan Smith énekes szólóprojektjeként indult, később csatlakozott hozzá Kyle Simmons billentyűs, Will Farquarson gitáros és Chris "Woody" Wood dobos. Debütáló albumuk, a Bad Blood 2013-ban jelent meg, és a brit lemezlista élére került. A lemezen található az együttes legnagyobb slágere, a "Pompeii", amely megszerezte a Brit kislemezlista második helyét. Ismert dalaik továbbá a "Things We Lost in the Fire" (2013), az "Of the Night" (szintén 2013) és a Marshmello lemezlovassal közös "Happier" (2018).
A Bastille 2014-ben négy jelölést kapott a Brit Awards díjátadón, melyből egyet (British Breakthrough Act) el is nyert. Az együttes több mint 11 millió albumot adott el világszerte.

## Diszkográfia

### Stúdióalbumok
- Bad Blood (2013)
- Wild World (2016)
- Doom Days (2019)
- Give Me the Future (2022)